# К-442 «Челябинск»
К-442 «Челя́бинск» — российский атомный подводный ракетоносный крейсер проекта 949А «Антей», входящий в состав Тихоокеанского флота.

## История строительства
21 мая 1987 года подводная лодка К-442 была заложена на заводе «Севмашпредприятие» в Северодвинске под заводским номером 638. 20 февраля 1989 года официально зачислена в списки кораблей ВМФ СССР. В том же году начато формирование экипажа. 16 июня 1990 года выведена из цеха в плавучий док, 18 июня спущена на воду, 26 ноября вышла на государственные испытания, 28 декабря 1990 года вступила в строй, 29 декабря на К-442 поднят военно-морской флаг.

## История службы
14 марта 1991 года корабль вошёл в состав 11-й дивизии подводных лодок Северного флота с базированием на Западную Лицу. В июле-августе К-442 был принят 587-м экипажем АПЛ проекта 949А под командованием Е. А. Крутофалова, и с 18 августа по 12 сентября совместно с однотипным К-173 совершил трансарктический межтеатровый переход, прибыв в Вилючинск, старшим на борту являлся заместитель командира 11-й ДиПЛ Н. П. Ручьёв. 24 сентября 1991 года К-442 перечислен в состав 10-й дивизии подводных лодок Тихоокеанского флота, передан основному экипажу.
13 апреля 1993 года получил почётное наименование «Челябинск» в связи с тем, что над ней взяла шефство администрация города Челябинска. В 1994 году выполнил боевую службу в южной части Тихого океана с выполнением слежения за двумя авианосцами ВМС США «Китти Хок» и «Индепенденс». В 1997 году «Челябинск» выполнил боевую службу, в ходе которой прошёл более 11 тысяч миль. В том же году совместно с К-186 успешно осуществил учебную групповую стрельбу по одной цели и награждён призом Главкома ВМФ.
В 1998 году экипаж К-442 совершил трансарктический переход из Западной Лицы в Вилючинск, переведя на Тихоокеанский флот однотипный корабль К-150, впервые в подобном походе участвовал священник РПЦ. По итогам похода 41 член экипажа «Челябинска» был награждён.
В мае 1999 года, в связи с предстоящим ремонтом, был выведен в резерв. Ориентировочно в 2002 году К-442 прошёл средний ремонт в Вилючинске.
В 2002—2003 годах К-442 со 158-м экипажем АПЛ на борту вернулся в состав сил постоянной готовности командир экипажа — И. М. Дубков. В 2003 году корабль дважды участвовал в учениях, выполнил ракетную стрельбу, осуществил боевое дежурство в базе. С 2008 года выведен в резерв по техническому состоянию в ожидании ремонта.
В 2012 году по инициативе военного священника Олега Артёмова на подводной лодке был организован корабельный храм.
28 августа 2014 года К-442 «Челябинск» поставили на борт китайского транспортного судна «Хай Янг Ши Ю», которое доставило её на ДВЗ «Звезда» 8 сентября для прохождения ремонта и модернизации по проекту 949АМ вслед за однотипным подводным крейсером К-132 «Иркутск». С 2014 по 2022 год корабль находился на территории завода на плаву в ожидании начала работ. В 2022 году подлодка встала на ремонт и модернизацию по проекту 949АМ. «Челябинск» вместо ракет комплекса «Гранит» получит гиперзвуковые противокорабельные ракеты комплекса 3K22 «Циркон» и крылатые ракеты «Калибр». Также будут заменены системы радиотехнического, гидроакустического, навигационного вооружения и ряд систем жизнеобеспечения. В результате, лодка будет обладать более совершенными характеристиками и ударной мощью, «меры по обновлению „Антеев“ увеличат срок их службы на 15-20 лет», сдача «Челябинска» планировалась в 2023 году.
Обновлять вооружение, навигационное оборудование и другие системы, а также совершенствовать корпус лодки станут 27 предприятий-подрядчиков «Рубина». Стоимость модернизации оценивалась в 12 миллиардов рублей (182 миллиона долларов США) на одну подводную лодку.

## Командиры
- 1989—1991: А. В. Коляда;
- 1991—1993: Ю. И. Ушатский;
- 1993—2000: С. В. Яркин;
- 2000—2010: В. С. Куашев;
- 2010—2011: И. А. Губин;
- 2011—2016: С. Н. Ковалевский;
- 2016—2017: Е. Е. Зюбин;
- 2017—2018: А. А. Толстых;
- 2018—2019: С. В. Серниенко;
- 2019—2020: А. В. Цырульников